# Розпасіївка
Розпасі́ївка — село в Україні, у Троїцькій селищній громаді Сватівського району Луганської області. Населення становить 630 осіб. До 2017 року орган місцевого самоврядування — Розпасіївська сільська рада.
Село постраждало внаслідок геноциду українського народу, вчиненого урядом СРСР у 1932—1933 роках, кількість встановлених жертв — 232 людей.

## Населення

### Мова
Розподіл населення за рідною мовою за даними перепису 2001 року:
| Мова            | Кількість | Відсоток |
| --------------- | --------- | -------- |
| українська      | 570       | 90.48%   |
| російська       | 58        | 9.20%    |
| білоруська      | 1         | 0.16%    |
| інші/не вказали | 1         | 0.16%    |
| Усього          | 630       | 100%     |

## Також
- Перелік населених пунктів, що постраждали від Голодомору 1932—1933 (Луганська область)